# Global Industry Classification Standard
Der Global Industry Classification Standard (GICS) ist eine Gliederung der Industrie in Sektoren, die 1999 von MSCI und Standard & Poor’s (S&P) entwickelt wurde. Der GICS besteht aus 11 Sektoren, 24 Industrie-Zweigen, 69 Industrien and 158 Subindustrien, in die S&P jede größere Aktiengesellschaft eingliederte.  GICS ähnelt der ICB (Industry Classification Benchmark) der FTSE Gruppe.
GICS bildet die Basis für S&P und MSCI Finanzmarkt-Indizes, in denen jede Firma gemäß ihrer Hauptgeschäftstätigkeit genau einer Subindustrie und damit einer Industrie, einem Industrie-Zweig und einem Sektor zugewiesen ist.
„GICS“ ist eine Registered Trade Mark von McGraw Hill Financial und MSCI Inc.

## Gliederung bis 17. März 2023
| Sektor | Sektor | Industrie-Zweig | Industrie-Zweig                                                                                      | Industrie | Industrie                                                                                  | Subindustrie | Subindustrie                                               |
| ------ | --- | --------------- | --- | --------- | ------------------------------------------------------------------------------------------ | ------------ | ---------------------------------------------------------- |
| 10     | Energy (Energie) [Gewinnung fossiler Energieträger ohne Energie-Versorger]                                                                             | 1010            | Energie                                                                                              | 101010    | Energiezubehör und Dienste                                                                 | 10101010     | Erdöl u. Erdgasförderung                                   |
| 10     | Energy (Energie) [Gewinnung fossiler Energieträger ohne Energie-Versorger]                                                                             | 1010            | Energie                                                                                              | 101010    | Energiezubehör und Dienste                                                                 | 10101020     | Erdöl u. Erdgas: Ausrüstung und Dienste                    |
| 10     | Energy (Energie) [Gewinnung fossiler Energieträger ohne Energie-Versorger]                                                                             | 1010            | Energie                                                                                              | 101020    | Erdöl, Erdgas u. nicht erneuerbare Brennstoffe                                             | 10102010     | Integrierte Erdöl- und Erdgasunternehmen                   |
| 10     | Energy (Energie) [Gewinnung fossiler Energieträger ohne Energie-Versorger]                                                                             | 1010            | Energie                                                                                              | 101020    | Erdöl, Erdgas u. nicht erneuerbare Brennstoffe                                             | 10102020     | Erdöl u. Erdgas: Exploration u. Förderung                  |
| 10     | Energy (Energie) [Gewinnung fossiler Energieträger ohne Energie-Versorger]                                                                             | 1010            | Energie                                                                                              | 101020    | Erdöl, Erdgas u. nicht erneuerbare Brennstoffe                                             | 10102030     | Erdöl u. Erdgas: Raffinierung und Vermarktung              |
| 10     | Energy (Energie) [Gewinnung fossiler Energieträger ohne Energie-Versorger]                                                                             | 1010            | Energie                                                                                              | 101020    | Erdöl, Erdgas u. nicht erneuerbare Brennstoffe                                             | 10102040     | Erdöl u. Erdgas: Lagerung u. Transport                     |
| 10     | Energy (Energie) [Gewinnung fossiler Energieträger ohne Energie-Versorger]                                                                             | 1010            | Energie                                                                                              | 101020    | Erdöl, Erdgas u. nicht erneuerbare Brennstoffe                                             | 10102050     | Kohle und nicht-erneuerbare Brennstoffe                    |
| 15     | Materials (Material: Roh- und Grundstoffe) | 1510            | Material                                                                                             | 151010    | Chemikalien                                                                                | 15101010     | Grundchemikalien                                           |
| 15     | Materials (Material: Roh- und Grundstoffe) | 1510            | Material                                                                                             | 151010    | Chemikalien                                                                                | 15101020     | diverse Chemikalien                                        |
| 15     | Materials (Material: Roh- und Grundstoffe) | 1510            | Material                                                                                             | 151010    | Chemikalien                                                                                | 15101030     | Düngemittel u. Agrochemikalien                             |
| 15     | Materials (Material: Roh- und Grundstoffe) | 1510            | Material                                                                                             | 151010    | Chemikalien                                                                                | 15101040     | Industriegase                                              |
| 15     | Materials (Material: Roh- und Grundstoffe) | 1510            | Material                                                                                             | 151010    | Chemikalien                                                                                | 15101050     | Spezialchemikalien                                         |
| 15     | Materials (Material: Roh- und Grundstoffe) | 1510            | Material                                                                                             | 151020    | Baustoffe                                                                                  | 15102010     | Baustoffe                                                  |
| 15     | Materials (Material: Roh- und Grundstoffe) | 1510            | Material                                                                                             | 151030    | Behälter u. Verpackungen                                                                   | 15103010     | Metall- u. Glasverpackungen                                |
| 15     | Materials (Material: Roh- und Grundstoffe) | 1510            | Material                                                                                             | 151030    | Behälter u. Verpackungen                                                                   | 15103020     | Papierverpackungen                                         |
| 15     | Materials (Material: Roh- und Grundstoffe) | 1510            | Material                                                                                             | 151040    | Metalle u. Bergbau                                                                         | 15104010     | Aluminium                                                  |
| 15     | Materials (Material: Roh- und Grundstoffe) | 1510            | Material                                                                                             | 151040    | Metalle u. Bergbau                                                                         | 15104020     | Metalle u. Bergbau: diverse                                |
| 15     | Materials (Material: Roh- und Grundstoffe) | 1510            | Material                                                                                             | 151040    | Metalle u. Bergbau                                                                         | 15104025     | Kupfer                                                     |
| 15     | Materials (Material: Roh- und Grundstoffe) | 1510            | Material                                                                                             | 151040    | Metalle u. Bergbau                                                                         | 15104030     | Gold                                                       |
| 15     | Materials (Material: Roh- und Grundstoffe) | 1510            | Material                                                                                             | 151040    | Metalle u. Bergbau                                                                         | 15104040     | Edelmetalle u. Minerale                                    |
| 15     | Materials (Material: Roh- und Grundstoffe) | 1510            | Material                                                                                             | 151040    | Metalle u. Bergbau                                                                         | 15104045     | Silber                                                     |
| 15     | Materials (Material: Roh- und Grundstoffe) | 1510            | Material                                                                                             | 151040    | Metalle u. Bergbau                                                                         | 15104050     | Stahl                                                      |
| 15     | Materials (Material: Roh- und Grundstoffe) | 1510            | Material                                                                                             | 151050    | Papier u.Forstprodukte                                                                     | 15105010     | Forstprodukte                                              |
| 15     | Materials (Material: Roh- und Grundstoffe) | 1510            | Material                                                                                             | 151050    | Papier u.Forstprodukte                                                                     | 15105020     | Papier                                                     |
| 20     | Industrials (Industriegüter: Produktion von Investitionsgütern für den gewerblichen und öffentlichen Sektor, dazugehörige Dienstleistungen, Transport) | 2010            | Investitionsgüter                                                                                    | 201010    | Luft- u. Raumfahrt u. Verteidigung                                                         | 20101010     | Luft- u. Raumfahrt u. Verteidigung                         |
| 20     | Industrials (Industriegüter: Produktion von Investitionsgütern für den gewerblichen und öffentlichen Sektor, dazugehörige Dienstleistungen, Transport) | 2010            | Investitionsgüter                                                                                    | 201020    | Baumaterialien                                                                             | 20102010     | Baumaterialien                                             |
| 20     | Industrials (Industriegüter: Produktion von Investitionsgütern für den gewerblichen und öffentlichen Sektor, dazugehörige Dienstleistungen, Transport) | 2010            | Investitionsgüter                                                                                    | 201030    | Bau- u. Ingenieurswesen [Anlagenbau]                                                       | 20103010     | Bau- u. Ingenieurswesen                                    |
| 20     | Industrials (Industriegüter: Produktion von Investitionsgütern für den gewerblichen und öffentlichen Sektor, dazugehörige Dienstleistungen, Transport) | 2010            | Investitionsgüter                                                                                    | 201040    | Elektrische Geräte                                                                         | 20104010     | Elektrische Komponenten u. Geräte [ohne Computer]          |
| 20     | Industrials (Industriegüter: Produktion von Investitionsgütern für den gewerblichen und öffentlichen Sektor, dazugehörige Dienstleistungen, Transport) | 2010            | Investitionsgüter                                                                                    | 201040    | Elektrische Geräte                                                                         | 20104020     | Elektrische Anlagen [Großanlagen, Turbinen usw.]           |
| 20     | Industrials (Industriegüter: Produktion von Investitionsgütern für den gewerblichen und öffentlichen Sektor, dazugehörige Dienstleistungen, Transport) | 2010            | Investitionsgüter                                                                                    | 201050    | Industriekonglomerate                                                                      | 20105010     | Industriekonglomerate                                      |
| 20     | Industrials (Industriegüter: Produktion von Investitionsgütern für den gewerblichen und öffentlichen Sektor, dazugehörige Dienstleistungen, Transport) | 2010            | Investitionsgüter                                                                                    | 201060    | Maschinen                                                                                  | 20106010     | Bau- und Schwerlastfahrzeuge [inkl. ziviler Schiffbau]     |
| 20     | Industrials (Industriegüter: Produktion von Investitionsgütern für den gewerblichen und öffentlichen Sektor, dazugehörige Dienstleistungen, Transport) | 2010            | Investitionsgüter                                                                                    | 201060    | Maschinen                                                                                  | 20106015     | Landwirtschaftliche Maschinen u. Nutzfahrzeuge             |
| 20     | Industrials (Industriegüter: Produktion von Investitionsgütern für den gewerblichen und öffentlichen Sektor, dazugehörige Dienstleistungen, Transport) | 2010            | Investitionsgüter                                                                                    | 201060    | Maschinen                                                                                  | 20106020     | Industriemaschinen                                         |
| 20     | Industrials (Industriegüter: Produktion von Investitionsgütern für den gewerblichen und öffentlichen Sektor, dazugehörige Dienstleistungen, Transport) | 2010            | Investitionsgüter                                                                                    | 201070    | Handels- u. Vertriebsunternehmen                                                           | 20107010     | Handels- u. Vertriebsunternehmen                           |
| 20     | Industrials (Industriegüter: Produktion von Investitionsgütern für den gewerblichen und öffentlichen Sektor, dazugehörige Dienstleistungen, Transport) | 2020            | Kommerzielle u. professionelle Dienstleistungen [d. h. Dienstleistungen für den gewerblichen Sektor] | 202010    | Kommerzielle Dienstleistungen u. Verbrauchsmaterialien [d. h. für den gewerblichen Sektor] | 20201010     | Kommerzielle Druckereien                                   |
| 20     | Industrials (Industriegüter: Produktion von Investitionsgütern für den gewerblichen und öffentlichen Sektor, dazugehörige Dienstleistungen, Transport) | 2020            | Kommerzielle u. professionelle Dienstleistungen [d. h. Dienstleistungen für den gewerblichen Sektor] | 202010    | Kommerzielle Dienstleistungen u. Verbrauchsmaterialien [d. h. für den gewerblichen Sektor] | 20201050     | Umwelt- und Anlagendienste                                 |
| 20     | Industrials (Industriegüter: Produktion von Investitionsgütern für den gewerblichen und öffentlichen Sektor, dazugehörige Dienstleistungen, Transport) | 2020            | Kommerzielle u. professionelle Dienstleistungen [d. h. Dienstleistungen für den gewerblichen Sektor] | 202010    | Kommerzielle Dienstleistungen u. Verbrauchsmaterialien [d. h. für den gewerblichen Sektor] | 20201060     | Bürodienstleistungen u. -bedarf                            |
| 20     | Industrials (Industriegüter: Produktion von Investitionsgütern für den gewerblichen und öffentlichen Sektor, dazugehörige Dienstleistungen, Transport) | 2020            | Kommerzielle u. professionelle Dienstleistungen [d. h. Dienstleistungen für den gewerblichen Sektor] | 202010    | Kommerzielle Dienstleistungen u. Verbrauchsmaterialien [d. h. für den gewerblichen Sektor] | 20201070     | Diverse unterstützende Dienstleistungen                    |
| 20     | Industrials (Industriegüter: Produktion von Investitionsgütern für den gewerblichen und öffentlichen Sektor, dazugehörige Dienstleistungen, Transport) | 2020            | Kommerzielle u. professionelle Dienstleistungen [d. h. Dienstleistungen für den gewerblichen Sektor] | 202010    | Kommerzielle Dienstleistungen u. Verbrauchsmaterialien [d. h. für den gewerblichen Sektor] | 20201080     | Sicherheitsdienste u. Alarmdienstleistungen                |
| 20     | Industrials (Industriegüter: Produktion von Investitionsgütern für den gewerblichen und öffentlichen Sektor, dazugehörige Dienstleistungen, Transport) | 2020            | Kommerzielle u. professionelle Dienstleistungen [d. h. Dienstleistungen für den gewerblichen Sektor] | 202020    | Professionelle Dienstleistungen [Personal- u. Unternehmensberatung]                        | 20202010     | Personalwesen u. Arbeitsvermittlungen                      |
| 20     | Industrials (Industriegüter: Produktion von Investitionsgütern für den gewerblichen und öffentlichen Sektor, dazugehörige Dienstleistungen, Transport) | 2020            | Kommerzielle u. professionelle Dienstleistungen [d. h. Dienstleistungen für den gewerblichen Sektor] | 202020    | Professionelle Dienstleistungen [Personal- u. Unternehmensberatung]                        | 20202020     | Forschungs- u. Beratungsdienstleistungen                   |
| 20     | Industrials (Industriegüter: Produktion von Investitionsgütern für den gewerblichen und öffentlichen Sektor, dazugehörige Dienstleistungen, Transport) | 2030            | Transport                                                                                            | 203010    | Luftfracht u. -logistik                                                                    | 20301010     | Luftfracht u. -logistik                                    |
| 20     | Industrials (Industriegüter: Produktion von Investitionsgütern für den gewerblichen und öffentlichen Sektor, dazugehörige Dienstleistungen, Transport) | 2030            | Transport                                                                                            | 203020    | Fluggesellschaften                                                                         | 20302010     | Fluggesellschaften                                         |
| 20     | Industrials (Industriegüter: Produktion von Investitionsgütern für den gewerblichen und öffentlichen Sektor, dazugehörige Dienstleistungen, Transport) | 2030            | Transport                                                                                            | 203030    | Schifffahrt                                                                                | 20303010     | Schifffahrt [ohne Kreuzfahrtlinien]                        |
| 20     | Industrials (Industriegüter: Produktion von Investitionsgütern für den gewerblichen und öffentlichen Sektor, dazugehörige Dienstleistungen, Transport) | 2030            | Transport                                                                                            | 203040    | Straßen- u. Schienenverkehr                                                                | 20304010     | Schienenverkehr                                            |
| 20     | Industrials (Industriegüter: Produktion von Investitionsgütern für den gewerblichen und öffentlichen Sektor, dazugehörige Dienstleistungen, Transport) | 2030            | Transport                                                                                            | 203040    | Straßen- u. Schienenverkehr                                                                | 20304020     | Straßenverkehr                                             |
| 20     | Industrials (Industriegüter: Produktion von Investitionsgütern für den gewerblichen und öffentlichen Sektor, dazugehörige Dienstleistungen, Transport) | 2030            | Transport                                                                                            | 203050    | Transportinfrastruktur                                                                     | 20305010     | Flughafendienste                                           |
| 20     | Industrials (Industriegüter: Produktion von Investitionsgütern für den gewerblichen und öffentlichen Sektor, dazugehörige Dienstleistungen, Transport) | 2030            | Transport                                                                                            | 203050    | Transportinfrastruktur                                                                     | 20305020     | Straßen- und Schienennetze                                 |
| 20     | Industrials (Industriegüter: Produktion von Investitionsgütern für den gewerblichen und öffentlichen Sektor, dazugehörige Dienstleistungen, Transport) | 2030            | Transport                                                                                            | 203050    | Transportinfrastruktur                                                                     | 20305030     | Seehäfen u. Dienstleistungen                               |
| 25     | Consumer Discretionary (Nicht-Basiskonsumgüter, private Investitionsgüter, zyklische Konsumgüter)                                                      | 2510            | Kraftfahrzeuge [Pkw] und Komponenten                                                                 | 251010    | Kraftfahrzeugkomponenten                                                                   | 25101010     | Kfz-Teile u. -Ausrüstung                                   |
| 25     | Consumer Discretionary (Nicht-Basiskonsumgüter, private Investitionsgüter, zyklische Konsumgüter)                                                      | 2510            | Kraftfahrzeuge [Pkw] und Komponenten                                                                 | 251010    | Kraftfahrzeugkomponenten                                                                   | 25101020     | Reifen u. Gummi                                            |
| 25     | Consumer Discretionary (Nicht-Basiskonsumgüter, private Investitionsgüter, zyklische Konsumgüter)                                                      | 2510            | Kraftfahrzeuge [Pkw] und Komponenten                                                                 | 251020    | Kraftfahrzeuge                                                                             | 25102010     | Hersteller von Kfz                                         |
| 25     | Consumer Discretionary (Nicht-Basiskonsumgüter, private Investitionsgüter, zyklische Konsumgüter)                                                      | 2510            | Kraftfahrzeuge [Pkw] und Komponenten                                                                 | 251020    | Kraftfahrzeuge                                                                             | 25102020     | Motorradhersteller                                         |
| 25     | Consumer Discretionary (Nicht-Basiskonsumgüter, private Investitionsgüter, zyklische Konsumgüter)                                                      | 2520            | Gebrauchsgüter und Bekleidung                                                                        | 252010    | Gebrauchsgüter                                                                             | 25201010     | Verbraucherelektronik                                      |
| 25     | Consumer Discretionary (Nicht-Basiskonsumgüter, private Investitionsgüter, zyklische Konsumgüter)                                                      | 2520            | Gebrauchsgüter und Bekleidung                                                                        | 252010    | Gebrauchsgüter                                                                             | 25201020     | [Wohn-] Möbel u. Innenausstattung                          |
| 25     | Consumer Discretionary (Nicht-Basiskonsumgüter, private Investitionsgüter, zyklische Konsumgüter)                                                      | 2520            | Gebrauchsgüter und Bekleidung                                                                        | 252010    | Gebrauchsgüter                                                                             | 25201030     | Haus- u. Wohnungsbau [Eigenheime]                          |
| 25     | Consumer Discretionary (Nicht-Basiskonsumgüter, private Investitionsgüter, zyklische Konsumgüter)                                                      | 2520            | Gebrauchsgüter und Bekleidung                                                                        | 252010    | Gebrauchsgüter                                                                             | 25201040     | Hausgeräte                                                 |
| 25     | Consumer Discretionary (Nicht-Basiskonsumgüter, private Investitionsgüter, zyklische Konsumgüter)                                                      | 2520            | Gebrauchsgüter und Bekleidung                                                                        | 252010    | Gebrauchsgüter                                                                             | 25201050     | Haushaltswaren u. Sondergeräte [Hausrat]                   |
| 25     | Consumer Discretionary (Nicht-Basiskonsumgüter, private Investitionsgüter, zyklische Konsumgüter)                                                      | 2520            | Gebrauchsgüter und Bekleidung                                                                        | 252020    | Freizeitartikel                                                                            | 25202010     | Freizeitartikel                                            |
| 25     | Consumer Discretionary (Nicht-Basiskonsumgüter, private Investitionsgüter, zyklische Konsumgüter)                                                      | 2520            | Gebrauchsgüter und Bekleidung                                                                        | 252030    | Textilien, Bekleidung u. Luxuswaren                                                        | 25203010     | Bekleidung, Accessoires u. Luxuswaren                      |
| 25     | Consumer Discretionary (Nicht-Basiskonsumgüter, private Investitionsgüter, zyklische Konsumgüter)                                                      | 2520            | Gebrauchsgüter und Bekleidung                                                                        | 252030    | Textilien, Bekleidung u. Luxuswaren                                                        | 25203020     | Fußbekleidung                                              |
| 25     | Consumer Discretionary (Nicht-Basiskonsumgüter, private Investitionsgüter, zyklische Konsumgüter)                                                      | 2520            | Gebrauchsgüter und Bekleidung                                                                        | 252030    | Textilien, Bekleidung u. Luxuswaren                                                        | 25203030     | [Sonstige] Textilien                                       |
| 25     | Consumer Discretionary (Nicht-Basiskonsumgüter, private Investitionsgüter, zyklische Konsumgüter)                                                      | 2530            | Verbraucherdienste [Dienstleistungen f. d. privaten Sektor]                                          | 253010    | Hotels, Restaurants u. Freizeit                                                            | 25301010     | Casinos u. Glücksspiel                                     |
| 25     | Consumer Discretionary (Nicht-Basiskonsumgüter, private Investitionsgüter, zyklische Konsumgüter)                                                      | 2530            | Verbraucherdienste [Dienstleistungen f. d. privaten Sektor]                                          | 253010    | Hotels, Restaurants u. Freizeit                                                            | 25301020     | Hotels, Urlaubsanlagen u. Kreuzfahrtlinien                 |
| 25     | Consumer Discretionary (Nicht-Basiskonsumgüter, private Investitionsgüter, zyklische Konsumgüter)                                                      | 2530            | Verbraucherdienste [Dienstleistungen f. d. privaten Sektor]                                          | 253010    | Hotels, Restaurants u. Freizeit                                                            | 25301030     | Freizeiteinrichtungen                                      |
| 25     | Consumer Discretionary (Nicht-Basiskonsumgüter, private Investitionsgüter, zyklische Konsumgüter)                                                      | 2530            | Verbraucherdienste [Dienstleistungen f. d. privaten Sektor]                                          | 253010    | Hotels, Restaurants u. Freizeit                                                            | 25301040     | Restaurants                                                |
| 25     | Consumer Discretionary (Nicht-Basiskonsumgüter, private Investitionsgüter, zyklische Konsumgüter)                                                      | 2530            | Verbraucherdienste [Dienstleistungen f. d. privaten Sektor]                                          | 253020    | Sonstige private Dienstleistungen                                                          | 25302010     | Bildungsdienste                                            |
| 25     | Consumer Discretionary (Nicht-Basiskonsumgüter, private Investitionsgüter, zyklische Konsumgüter)                                                      | 2530            | Verbraucherdienste [Dienstleistungen f. d. privaten Sektor]                                          | 253020    | Sonstige private Dienstleistungen                                                          | 25302020     | [Sonstige] spezialisierte Verbraucherdienstleistungen      |
| 25     | Consumer Discretionary (Nicht-Basiskonsumgüter, private Investitionsgüter, zyklische Konsumgüter)                                                      | 2550            | Groß- u. Einzelhandel [f. d. privaten Sektor]                                                        | 255010    | Vertriebsunternehmen [Großhandel]                                                          | 25501010     | Vertriebsunternehmen                                       |
| 25     | Consumer Discretionary (Nicht-Basiskonsumgüter, private Investitionsgüter, zyklische Konsumgüter)                                                      | 2550            | Groß- u. Einzelhandel [f. d. privaten Sektor]                                                        | 255020    | Einzelhandel: Internet- u. Direktverkauf                                                   | 25502020     | Einzelhandel: Internet- u. Direktverkauf                   |
| 25     | Consumer Discretionary (Nicht-Basiskonsumgüter, private Investitionsgüter, zyklische Konsumgüter)                                                      | 2550            | Groß- u. Einzelhandel [f. d. privaten Sektor]                                                        | 255030    | Einzelhandel, gemischt                                                                     | 25503010     | Kaufhäuser                                                 |
| 25     | Consumer Discretionary (Nicht-Basiskonsumgüter, private Investitionsgüter, zyklische Konsumgüter)                                                      | 2550            | Groß- u. Einzelhandel [f. d. privaten Sektor]                                                        | 255030    | Einzelhandel, gemischt                                                                     | 25503020     | Gemischtwarenhandel                                        |
| 25     | Consumer Discretionary (Nicht-Basiskonsumgüter, private Investitionsgüter, zyklische Konsumgüter)                                                      | 2550            | Groß- u. Einzelhandel [f. d. privaten Sektor]                                                        | 255040    | Verkauf, spezialisiert                                                                     | 25504010     | Mode                                                       |
| 25     | Consumer Discretionary (Nicht-Basiskonsumgüter, private Investitionsgüter, zyklische Konsumgüter)                                                      | 2550            | Groß- u. Einzelhandel [f. d. privaten Sektor]                                                        | 255040    | Verkauf, spezialisiert                                                                     | 25504020     | Computer u. Elektronik                                     |
| 25     | Consumer Discretionary (Nicht-Basiskonsumgüter, private Investitionsgüter, zyklische Konsumgüter)                                                      | 2550            | Groß- u. Einzelhandel [f. d. privaten Sektor]                                                        | 255040    | Verkauf, spezialisiert                                                                     | 25504030     | Bau- u. Heimwerkerbedarf (inkl. Gartenbedarf)              |
| 25     | Consumer Discretionary (Nicht-Basiskonsumgüter, private Investitionsgüter, zyklische Konsumgüter)                                                      | 2550            | Groß- u. Einzelhandel [f. d. privaten Sektor]                                                        | 255040    | Verkauf, spezialisiert                                                                     | 25504040     | [Sonstige] Fachgeschäfte                                   |
| 25     | Consumer Discretionary (Nicht-Basiskonsumgüter, private Investitionsgüter, zyklische Konsumgüter)                                                      | 2550            | Groß- u. Einzelhandel [f. d. privaten Sektor]                                                        | 255040    | Verkauf, spezialisiert                                                                     | 25504050     | Einzelhandel: Automobilindustrie                           |
| 25     | Consumer Discretionary (Nicht-Basiskonsumgüter, private Investitionsgüter, zyklische Konsumgüter)                                                      | 2550            | Groß- u. Einzelhandel [f. d. privaten Sektor]                                                        | 255040    | Verkauf, spezialisiert                                                                     | 25504060     | Einzelhandel: Einrichtungsgegenstände                      |
| 30     | Consumer Staples (Basiskonsumgüter) | 3010            | Handel mit Lebensmitteln und Basiskonsumgütern                                                       | 301010    | Handel mit Lebensmitteln und Basiskonsumgütern                                             | 30101010     | Einzelhandel: Drogerien u. Apotheken                       |
| 30     | Consumer Staples (Basiskonsumgüter) | 3010            | Handel mit Lebensmitteln und Basiskonsumgütern                                                       | 301010    | Handel mit Lebensmitteln und Basiskonsumgütern                                             | 30101020     | Lebensmittelvertriebsunternehmen [Lebensmittel-Großhandel] |
| 30     | Consumer Staples (Basiskonsumgüter) | 3010            | Handel mit Lebensmitteln und Basiskonsumgütern                                                       | 301010    | Handel mit Lebensmitteln und Basiskonsumgütern                                             | 30101030     | Lebensmitteleinzelhandel                                   |
| 30     | Consumer Staples (Basiskonsumgüter) | 3010            | Handel mit Lebensmitteln und Basiskonsumgütern                                                       | 301010    | Handel mit Lebensmitteln und Basiskonsumgütern                                             | 30101040     | Verbrauchermärkte und Supercenter                          |
| 30     | Consumer Staples (Basiskonsumgüter) | 3020            | Lebensmittel, Getränke, Tabakwaren                                                                   | 302010    | Getränke                                                                                   | 30201010     | Brauereien                                                 |
| 30     | Consumer Staples (Basiskonsumgüter) | 3020            | Lebensmittel, Getränke, Tabakwaren                                                                   | 302010    | Getränke                                                                                   | 30201020     | Brennereien u. Winzer                                      |
| 30     | Consumer Staples (Basiskonsumgüter) | 3020            | Lebensmittel, Getränke, Tabakwaren                                                                   | 302010    | Getränke                                                                                   | 30201030     | Erfrischungsgetränke [nicht-alkoholische Getränke]         |
| 30     | Consumer Staples (Basiskonsumgüter) | 3020            | Lebensmittel, Getränke, Tabakwaren                                                                   | 302020    | Nahrungsmittel                                                                             | 30202010     | Landwirtschaftliche Produkte                               |
| 30     | Consumer Staples (Basiskonsumgüter) | 3020            | Lebensmittel, Getränke, Tabakwaren                                                                   | 302020    | Nahrungsmittel                                                                             | 30202030     | Abgepackte Produkte u. Fleisch                             |
| 30     | Consumer Staples (Basiskonsumgüter) | 3020            | Lebensmittel, Getränke, Tabakwaren                                                                   | 302030    | Tabak                                                                                      | 30203010     | Tabak                                                      |
| 30     | Consumer Staples (Basiskonsumgüter) | 3030            | Haushaltsartikel und Pflegeprodukte                                                                  | 303010    | Haushaltsartikel                                                                           | 30301010     | Haushaltsartikel                                           |
| 30     | Consumer Staples (Basiskonsumgüter) | 3030            | Haushaltsartikel und Pflegeprodukte                                                                  | 303020    | Körperpflegeprodukte                                                                       | 30302010     | Körperpflegeprodukte                                       |
| 35     | Health Care (Gesundheitswesen) | 3510            | Gesundheitswesen: Ausstattung und Dienste                                                            | 351010    | Gesundheitswesen: Ausstattung u. Produkte                                                  | 35101010     | Ausstattung                                                |
| 35     | Health Care (Gesundheitswesen) | 3510            | Gesundheitswesen: Ausstattung und Dienste                                                            | 351010    | Gesundheitswesen: Ausstattung u. Produkte                                                  | 35101020     | Produkte                                                   |
| 35     | Health Care (Gesundheitswesen) | 3510            | Gesundheitswesen: Ausstattung und Dienste                                                            | 351020    | Gesundheitswesen: Anbieter u. Dienstleister                                                | 35102010     | Gesundheitswesen: Vertriebshandel [Großhandel]             |
| 35     | Health Care (Gesundheitswesen) | 3510            | Gesundheitswesen: Ausstattung und Dienste                                                            | 351020    | Gesundheitswesen: Anbieter u. Dienstleister                                                | 35102015     | Gesundheitswesen: Dienstleistungen                         |
| 35     | Health Care (Gesundheitswesen) | 3510            | Gesundheitswesen: Ausstattung und Dienste                                                            | 351020    | Gesundheitswesen: Anbieter u. Dienstleister                                                | 35102020     | Gesundheitswesen: Einrichtungen                            |
| 35     | Health Care (Gesundheitswesen) | 3510            | Gesundheitswesen: Ausstattung und Dienste                                                            | 351020    | Gesundheitswesen: Anbieter u. Dienstleister                                                | 35102030     | Managed Health Care [HMOs]                                 |
| 35     | Health Care (Gesundheitswesen) | 3510            | Gesundheitswesen: Ausstattung und Dienste                                                            | 351030    | Gesundheitswesen: Technologie                                                              | 35103010     | Gesundheitswesen: Technologie                              |
| 35     | Health Care (Gesundheitswesen) | 3520            | Pharmazeutik, Biotechnologie u. Lebenswissenschaften                                                 | 352010    | Biotechnologie                                                                             | 35201010     | Biotechnologie                                             |
| 35     | Health Care (Gesundheitswesen) | 3520            | Pharmazeutik, Biotechnologie u. Lebenswissenschaften                                                 | 352020    | Pharmazeutika                                                                              | 35202010     | Pharmazeutika                                              |
| 35     | Health Care (Gesundheitswesen) | 3520            | Pharmazeutik, Biotechnologie u. Lebenswissenschaften                                                 | 352030    | Biowissenschaften: Hilfsmittel u. Dienstleistungen                                         | 35203010     | Biowissenschaften: Hilfsmittel u. Dienstleistungen         |
| 40     | Financials (Finanzen) | 4010            | Banken                                                                                               | 401010    | Banken                                                                                     | 40101010     | Diversifizierte [allgemeine] Banken                        |
| 40     | Financials (Finanzen) | 4010            | Banken                                                                                               | 401010    | Banken                                                                                     | 40101015     | Regionale Banken                                           |
| 40     | Financials (Finanzen) | 4010            | Banken                                                                                               | 401020    | Sparkassen u. Hypothekenfinanzierung                                                       | 40102010     | Sparkassen u. Hypothekenfinanzierung                       |
| 40     | Financials (Finanzen) | 4020            | Diverzierte Finanzdienstleistungen                                                                   | 402010    | [Sonstige] Diverzierte Finanzdienstleistungen                                              | 40201020     | Weitere diverzierte Finanzdienstleister                    |
| 40     | Financials (Finanzen) | 4020            | Diverzierte Finanzdienstleistungen                                                                   | 402010    | [Sonstige] Diverzierte Finanzdienstleistungen                                              | 40201030     | Multi-Sektor-Unternehmen [Finanzholdings]                  |
| 40     | Financials (Finanzen) | 4020            | Diverzierte Finanzdienstleistungen                                                                   | 402010    | [Sonstige] Diverzierte Finanzdienstleistungen                                              | 40201040     | Spezialisierte Finanzdienstleistungen                      |
| 40     | Financials (Finanzen) | 4020            | Diverzierte Finanzdienstleistungen                                                                   | 402020    | Private [Verbraucher-] Finanzdienstleistungen                                              | 40202010     | Private Finanzdienstleistungen                             |
| 40     | Financials (Finanzen) | 4020            | Diverzierte Finanzdienstleistungen                                                                   | 402030    | Kapitalmärkte                                                                              | 40203010     | Vermögensverwaltungs- u. Depotbanken                       |
| 40     | Financials (Finanzen) | 4020            | Diverzierte Finanzdienstleistungen                                                                   | 402030    | Kapitalmärkte                                                                              | 40203020     | Investmentbanken u. Broker                                 |
| 40     | Financials (Finanzen) | 4020            | Diverzierte Finanzdienstleistungen                                                                   | 402030    | Kapitalmärkte                                                                              | 40203030     | Diversifizierte Kapitalmärkte                              |
| 40     | Financials (Finanzen) | 4020            | Diverzierte Finanzdienstleistungen                                                                   | 402030    | Kapitalmärkte                                                                              | 40203040     | Börsen u. [Finanz-] Daten                                  |
| 40     | Financials (Finanzen) | 4020            | Diverzierte Finanzdienstleistungen                                                                   | 402040    | Hypotheken-Immobilienfonds [Hypotheken-Handel u. -Verbriefung]                             | 40204010     | Hypotheken-REITs                                           |
| 40     | Financials (Finanzen) | 4030            | Versicherungen                                                                                       | 403010    | Versicherungen                                                                             | 40301010     | Versicherungsmakler                                        |
| 40     | Financials (Finanzen) | 4030            | Versicherungen                                                                                       | 403010    | Versicherungen                                                                             | 40301020     | Lebens- und Krankenversicherungen                          |
| 40     | Financials (Finanzen) | 4030            | Versicherungen                                                                                       | 403010    | Versicherungen                                                                             | 40301030     | Diversifizierte Versicherungen                             |
| 40     | Financials (Finanzen) | 4030            | Versicherungen                                                                                       | 403010    | Versicherungen                                                                             | 40301040     | Schaden- und Unfallversicherungen                          |
| 40     | Financials (Finanzen) | 4030            | Versicherungen                                                                                       | 403010    | Versicherungen                                                                             | 40301050     | Rückversicherungen                                         |
| 45     | Information Technology (Informationstechnologie) | 4510            | Software u. Dienste                                                                                  | 451020    | IT-Dienste                                                                                 | 45102010     | IT-Beratung u. weitere Dienste                             |
| 45     | Information Technology (Informationstechnologie) | 4510            | Software u. Dienste                                                                                  | 451020    | IT-Dienste                                                                                 | 45102020     | Datenverarbeitungs- u. Outsourcing-Dienste                 |
| 45     | Information Technology (Informationstechnologie) | 4510            | Software u. Dienste                                                                                  | 451020    | IT-Dienste                                                                                 | 45102030     | Internetdienste u. -infrastruktur                          |
| 45     | Information Technology (Informationstechnologie) | 4510            | Software u. Dienste                                                                                  | 451030    | Software                                                                                   | 45103010     | Anwendungssoftware                                         |
| 45     | Information Technology (Informationstechnologie) | 4510            | Software u. Dienste                                                                                  | 451030    | Software                                                                                   | 45103020     | Systemsoftware                                             |
| 45     | Information Technology (Informationstechnologie) | 4520            | Hardware u. Ausrüstung                                                                               | 452010    | Kommunikationsgeräte                                                                       | 45201020     | Kommunikationsgeräte                                       |
| 45     | Information Technology (Informationstechnologie) | 4520            | Hardware u. Ausrüstung                                                                               | 452020    | Hardwarekomponenten, Speicher- u. Peripheriegeräte                                         | 45202030     | Hardwarekomponenten, Speicher- u. Peripheriegeräte         |
| 45     | Information Technology (Informationstechnologie) | 4520            | Hardware u. Ausrüstung                                                                               | 452030    | Computer-Ausrüstung, Geräte u. Bauteile                                                    | 45203010     | Computer-Ausrüstung u. Geräte                              |
| 45     | Information Technology (Informationstechnologie) | 4520            | Hardware u. Ausrüstung                                                                               | 452030    | Computer-Ausrüstung, Geräte u. Bauteile                                                    | 45203015     | Computerkomponenten                                        |
| 45     | Information Technology (Informationstechnologie) | 4520            | Hardware u. Ausrüstung                                                                               | 452030    | Computer-Ausrüstung, Geräte u. Bauteile                                                    | 45203020     | Dienstleistungen f. d. Computer-Fertigung                  |
| 45     | Information Technology (Informationstechnologie) | 4520            | Hardware u. Ausrüstung                                                                               | 452030    | Computer-Ausrüstung, Geräte u. Bauteile                                                    | 45203030     | Computer-Handel                                            |
| 45     | Information Technology (Informationstechnologie) | 4530            | Halbleiter und Halbleiterausrüstung                                                                  | 453010    | Halbleiter und Halbleiterausrüstung                                                        | 45301010     | Halbleiterausrüstung                                       |
| 45     | Information Technology (Informationstechnologie) | 4530            | Halbleiter und Halbleiterausrüstung                                                                  | 453010    | Halbleiter und Halbleiterausrüstung                                                        | 45301020     | Halbleiter                                                 |
| 50     | Communication Services (Kommunikationsdienstleistungen)                                                                                                | 5010            | Kommunikationsdienste                                                                                | 501010    | Diverse Kommunikationsdienste                                                              | 50101010     | Alternative Carrier [Hochgeschwindigkeitsnetze]            |
| 50     | Communication Services (Kommunikationsdienstleistungen)                                                                                                | 5010            | Kommunikationsdienste                                                                                | 501010    | Diverse Kommunikationsdienste                                                              | 50101020     | Integrierte Kommunikationsdienste                          |
| 50     | Communication Services (Kommunikationsdienstleistungen)                                                                                                | 5010            | Kommunikationsdienste                                                                                | 501020    | Mobilfunkanbieter                                                                          | 50102010     | Mobilfunkanbieter                                          |
| 50     | Communication Services (Kommunikationsdienstleistungen)                                                                                                | 5020            | Medien u. Unterhaltung                                                                               | 502010    | Medien                                                                                     | 50201010     | Werbung                                                    |
| 50     | Communication Services (Kommunikationsdienstleistungen)                                                                                                | 5020            | Medien u. Unterhaltung                                                                               | 502010    | Medien                                                                                     | 50201020     | [Konventionelle] Fernseh- u. Rundfunkübertragung           |
| 50     | Communication Services (Kommunikationsdienstleistungen)                                                                                                | 5020            | Medien u. Unterhaltung                                                                               | 502010    | Medien                                                                                     | 50201030     | Kabel- u. Satellitenübertragung                            |
| 50     | Communication Services (Kommunikationsdienstleistungen)                                                                                                | 5020            | Medien u. Unterhaltung                                                                               | 502010    | Medien                                                                                     | 50201040     | Verlagswesen                                               |
| 50     | Communication Services (Kommunikationsdienstleistungen)                                                                                                | 5020            | Medien u. Unterhaltung                                                                               | 502020    | Entertainment                                                                              | 50202010     | Filme und Entertainment                                    |
| 50     | Communication Services (Kommunikationsdienstleistungen)                                                                                                | 5020            | Medien u. Unterhaltung                                                                               | 502020    | Entertainment                                                                              | 50202020     | Interaktives Home-Entertainment                            |
| 50     | Communication Services (Kommunikationsdienstleistungen)                                                                                                | 5020            | Medien u. Unterhaltung                                                                               | 502030    | Interaktive Medien u. Dienste                                                              | 50203010     | Interaktive Medien u. Dienste                              |
| 55     | Utilities (Versorgungsunternehmen) | 5510            | Versorgungsunternehmen                                                                               | 551010    | Stromversorgungsunternehmen                                                                | 55101010     | Stromversorgungsunternehmen                                |
| 55     | Utilities (Versorgungsunternehmen) | 5510            | Versorgungsunternehmen                                                                               | 551020    | Gasversorger                                                                               | 55102010     | Gasversorger                                               |
| 55     | Utilities (Versorgungsunternehmen) | 5510            | Versorgungsunternehmen                                                                               | 551030    | Multi-Versorger                                                                            | 55103010     | Multi-Versorger                                            |
| 55     | Utilities (Versorgungsunternehmen) | 5510            | Versorgungsunternehmen                                                                               | 551040    | Wasserversorger                                                                            | 55104010     | Wasserversorger                                            |
| 55     | Utilities (Versorgungsunternehmen) | 5510            | Versorgungsunternehmen                                                                               | 551050    | Unabhängige Stromversorger [Energie-Agenturen] u. erneuerbare Energien                     | 55105010     | Energie-Agenturen                                          |
| 55     | Utilities (Versorgungsunternehmen) | 5510            | Versorgungsunternehmen                                                                               | 551050    | Unabhängige Stromversorger [Energie-Agenturen] u. erneuerbare Energien                     | 55105020     | Erneuerbare Energien                                       |
| 60     | Real Estate (Immobilien) | 6010            | Immobilien                                                                                           | 601010    | Immobiliengesellschaften (REITs)                                                           | 60101010     | Verschiedene [sonstige] Immobiliengesellschaften           |
| 60     | Real Estate (Immobilien) | 6010            | Immobilien                                                                                           | 601010    | Immobiliengesellschaften (REITs)                                                           | 60101020     | Industrie-Immobiliengesellschaften                         |
| 60     | Real Estate (Immobilien) | 6010            | Immobilien                                                                                           | 601010    | Immobiliengesellschaften (REITs)                                                           | 60101030     | Hotels u. Urlaubsanlagen                                   |
| 60     | Real Estate (Immobilien) | 6010            | Immobilien                                                                                           | 601010    | Immobiliengesellschaften (REITs)                                                           | 60101040     | Büro-Immobilien                                            |
| 60     | Real Estate (Immobilien) | 6010            | Immobilien                                                                                           | 601010    | Immobiliengesellschaften (REITs)                                                           | 60101050     | Immobilien f. d. Gesundheitswesen                          |
| 60     | Real Estate (Immobilien) | 6010            | Immobilien                                                                                           | 601010    | Immobiliengesellschaften (REITs)                                                           | 60101060     | Privater Wohnungsbau                                       |
| 60     | Real Estate (Immobilien) | 6010            | Immobilien                                                                                           | 601010    | Immobiliengesellschaften (REITs)                                                           | 60101070     | Einzelhandelsimmobilien                                    |
| 60     | Real Estate (Immobilien) | 6010            | Immobilien                                                                                           | 601010    | Immobiliengesellschaften (REITs)                                                           | 60101080     | Spezialisierte Immobiliengesellschaften                    |
| 60     | Real Estate (Immobilien) | 6010            | Immobilien                                                                                           | 601020    | Gebäudemanagement, Immobilienentwicklung                                                   | 60102010     | Diverse Immobilien-Aktivitäten                             |
| 60     | Real Estate (Immobilien) | 6010            | Immobilien                                                                                           | 601020    | Gebäudemanagement, Immobilienentwicklung                                                   | 60102020     | Immobilienbetreiber [Gebäudemanagement]                    |
| 60     | Real Estate (Immobilien) | 6010            | Immobilien                                                                                           | 601020    | Gebäudemanagement, Immobilienentwicklung                                                   | 60102030     | Immobilienentwicklung                                      |
| 60     | Real Estate (Immobilien) | 6010            | Immobilien                                                                                           | 601020    | Gebäudemanagement, Immobilienentwicklung                                                   | 60102040     | Immobiliendienstleistungen [Makler usw.]                   |

## Gliederung ab 20. März 2023
| Sektor | Sektor | Industrie-Zweig | Industrie-Zweig                                                                                      | Industrie | Industrie                                                                                  | Subindustrie | Subindustrie                                                            |
| ------ | --- | --------------- | --- | --------- | ------------------------------------------------------------------------------------------ | ------------ | ----------------------------------------------------------------------- |
| 10     | Energy (Energie) [Gewinnung fossiler Energieträger ohne Energie-Versorger]                                                                             | 1010            | Energie                                                                                              | 101010    | Energiezubehör und Dienste                                                                 | 10101010     | Erdöl u. Erdgasförderung                                                |
| 10     | Energy (Energie) [Gewinnung fossiler Energieträger ohne Energie-Versorger]                                                                             | 1010            | Energie                                                                                              | 101010    | Energiezubehör und Dienste                                                                 | 10101020     | Erdöl u. Erdgas: Ausrüstung und Dienste                                 |
| 10     | Energy (Energie) [Gewinnung fossiler Energieträger ohne Energie-Versorger]                                                                             | 1010            | Energie                                                                                              | 101020    | Erdöl, Erdgas u. nicht erneuerbare Brennstoffe                                             | 10102010     | Integrierte Erdöl- und Erdgasunternehmen                                |
| 10     | Energy (Energie) [Gewinnung fossiler Energieträger ohne Energie-Versorger]                                                                             | 1010            | Energie                                                                                              | 101020    | Erdöl, Erdgas u. nicht erneuerbare Brennstoffe                                             | 10102020     | Erdöl u. Erdgas: Exploration u. Förderung                               |
| 10     | Energy (Energie) [Gewinnung fossiler Energieträger ohne Energie-Versorger]                                                                             | 1010            | Energie                                                                                              | 101020    | Erdöl, Erdgas u. nicht erneuerbare Brennstoffe                                             | 10102030     | Erdöl u. Erdgas: Raffinierung und Vermarktung                           |
| 10     | Energy (Energie) [Gewinnung fossiler Energieträger ohne Energie-Versorger]                                                                             | 1010            | Energie                                                                                              | 101020    | Erdöl, Erdgas u. nicht erneuerbare Brennstoffe                                             | 10102040     | Erdöl u. Erdgas: Lagerung u. Transport                                  |
| 10     | Energy (Energie) [Gewinnung fossiler Energieträger ohne Energie-Versorger]                                                                             | 1010            | Energie                                                                                              | 101020    | Erdöl, Erdgas u. nicht erneuerbare Brennstoffe                                             | 10102050     | Kohle und nicht-erneuerbare Brennstoffe                                 |
| 15     | Materials (Material: Roh- und Grundstoffe) | 1510            | Material                                                                                             | 151010    | Chemikalien                                                                                | 15101010     | Grundchemikalien                                                        |
| 15     | Materials (Material: Roh- und Grundstoffe) | 1510            | Material                                                                                             | 151010    | Chemikalien                                                                                | 15101020     | diverse Chemikalien                                                     |
| 15     | Materials (Material: Roh- und Grundstoffe) | 1510            | Material                                                                                             | 151010    | Chemikalien                                                                                | 15101030     | Düngemittel u. Agrochemikalien                                          |
| 15     | Materials (Material: Roh- und Grundstoffe) | 1510            | Material                                                                                             | 151010    | Chemikalien                                                                                | 15101040     | Industriegase                                                           |
| 15     | Materials (Material: Roh- und Grundstoffe) | 1510            | Material                                                                                             | 151010    | Chemikalien                                                                                | 15101050     | Spezialchemikalien                                                      |
| 15     | Materials (Material: Roh- und Grundstoffe) | 1510            | Material                                                                                             | 151020    | Baustoffe                                                                                  | 15102010     | Baustoffe                                                               |
| 15     | Materials (Material: Roh- und Grundstoffe) | 1510            | Material                                                                                             | 151030    | Behälter u. Verpackungen                                                                   | 15103010     | Metall-, Glas- u. Plastikbehälter                                       |
| 15     | Materials (Material: Roh- und Grundstoffe) | 1510            | Material                                                                                             | 151030    | Behälter u. Verpackungen                                                                   | 15103020     | [sonstige] Papier- und Plastikverpackungen                              |
| 15     | Materials (Material: Roh- und Grundstoffe) | 1510            | Material                                                                                             | 151040    | Metalle u. Bergbau                                                                         | 15104010     | Aluminium                                                               |
| 15     | Materials (Material: Roh- und Grundstoffe) | 1510            | Material                                                                                             | 151040    | Metalle u. Bergbau                                                                         | 15104020     | Metalle u. Bergbau: diverse                                             |
| 15     | Materials (Material: Roh- und Grundstoffe) | 1510            | Material                                                                                             | 151040    | Metalle u. Bergbau                                                                         | 15104025     | Kupfer                                                                  |
| 15     | Materials (Material: Roh- und Grundstoffe) | 1510            | Material                                                                                             | 151040    | Metalle u. Bergbau                                                                         | 15104030     | Gold                                                                    |
| 15     | Materials (Material: Roh- und Grundstoffe) | 1510            | Material                                                                                             | 151040    | Metalle u. Bergbau                                                                         | 15104040     | Edelmetalle u. Minerale                                                 |
| 15     | Materials (Material: Roh- und Grundstoffe) | 1510            | Material                                                                                             | 151040    | Metalle u. Bergbau                                                                         | 15104045     | Silber                                                                  |
| 15     | Materials (Material: Roh- und Grundstoffe) | 1510            | Material                                                                                             | 151040    | Metalle u. Bergbau                                                                         | 15104050     | Stahl                                                                   |
| 15     | Materials (Material: Roh- und Grundstoffe) | 1510            | Material                                                                                             | 151050    | Papier u.Forstprodukte                                                                     | 15105010     | Forstprodukte                                                           |
| 15     | Materials (Material: Roh- und Grundstoffe) | 1510            | Material                                                                                             | 151050    | Papier u.Forstprodukte                                                                     | 15105020     | Papier                                                                  |
| 20     | Industrials (Industriegüter: Produktion von Investitionsgütern für den gewerblichen und öffentlichen Sektor, dazugehörige Dienstleistungen, Transport) | 2010            | Investitionsgüter                                                                                    | 201010    | Luft- u. Raumfahrt u. Verteidigung                                                         | 20101010     | Luft- u. Raumfahrt u. Verteidigung                                      |
| 20     | Industrials (Industriegüter: Produktion von Investitionsgütern für den gewerblichen und öffentlichen Sektor, dazugehörige Dienstleistungen, Transport) | 2010            | Investitionsgüter                                                                                    | 201020    | Baumaterialien                                                                             | 20102010     | Baumaterialien                                                          |
| 20     | Industrials (Industriegüter: Produktion von Investitionsgütern für den gewerblichen und öffentlichen Sektor, dazugehörige Dienstleistungen, Transport) | 2010            | Investitionsgüter                                                                                    | 201030    | Bau- u. Ingenieurswesen [Anlagenbau]                                                       | 20103010     | Bau- u. Ingenieurswesen                                                 |
| 20     | Industrials (Industriegüter: Produktion von Investitionsgütern für den gewerblichen und öffentlichen Sektor, dazugehörige Dienstleistungen, Transport) | 2010            | Investitionsgüter                                                                                    | 201040    | Elektrische Geräte                                                                         | 20104010     | Elektrische Komponenten u. Geräte [ohne Computer]                       |
| 20     | Industrials (Industriegüter: Produktion von Investitionsgütern für den gewerblichen und öffentlichen Sektor, dazugehörige Dienstleistungen, Transport) | 2010            | Investitionsgüter                                                                                    | 201040    | Elektrische Geräte                                                                         | 20104020     | Elektrische Anlagen [Großanlagen, Turbinen usw.]                        |
| 20     | Industrials (Industriegüter: Produktion von Investitionsgütern für den gewerblichen und öffentlichen Sektor, dazugehörige Dienstleistungen, Transport) | 2010            | Investitionsgüter                                                                                    | 201050    | Industriekonglomerate                                                                      | 20105010     | Industriekonglomerate                                                   |
| 20     | Industrials (Industriegüter: Produktion von Investitionsgütern für den gewerblichen und öffentlichen Sektor, dazugehörige Dienstleistungen, Transport) | 2010            | Investitionsgüter                                                                                    | 201060    | Maschinen                                                                                  | 20106010     | Bau- und Schwerlastfahrzeuge [inkl. ziviler Schiffbau]                  |
| 20     | Industrials (Industriegüter: Produktion von Investitionsgütern für den gewerblichen und öffentlichen Sektor, dazugehörige Dienstleistungen, Transport) | 2010            | Investitionsgüter                                                                                    | 201060    | Maschinen                                                                                  | 20106015     | Landwirtschaftliche Maschinen u. Nutzfahrzeuge                          |
| 20     | Industrials (Industriegüter: Produktion von Investitionsgütern für den gewerblichen und öffentlichen Sektor, dazugehörige Dienstleistungen, Transport) | 2010            | Investitionsgüter                                                                                    | 201060    | Maschinen                                                                                  | 20106020     | Industriemaschinen, Ersatzteile, Komponenten                            |
| 20     | Industrials (Industriegüter: Produktion von Investitionsgütern für den gewerblichen und öffentlichen Sektor, dazugehörige Dienstleistungen, Transport) | 2010            | Investitionsgüter                                                                                    | 201070    | Handels- u. Vertriebsunternehmen                                                           | 20107010     | Handels- u. Vertriebsunternehmen                                        |
| 20     | Industrials (Industriegüter: Produktion von Investitionsgütern für den gewerblichen und öffentlichen Sektor, dazugehörige Dienstleistungen, Transport) | 2020            | Kommerzielle u. professionelle Dienstleistungen [d. h. Dienstleistungen für den gewerblichen Sektor] | 202010    | Kommerzielle Dienstleistungen u. Verbrauchsmaterialien [d. h. für den gewerblichen Sektor] | 20201010     | Kommerzielle Druckereien                                                |
| 20     | Industrials (Industriegüter: Produktion von Investitionsgütern für den gewerblichen und öffentlichen Sektor, dazugehörige Dienstleistungen, Transport) | 2020            | Kommerzielle u. professionelle Dienstleistungen [d. h. Dienstleistungen für den gewerblichen Sektor] | 202010    | Kommerzielle Dienstleistungen u. Verbrauchsmaterialien [d. h. für den gewerblichen Sektor] | 20201050     | Umwelt- und Anlagendienste                                              |
| 20     | Industrials (Industriegüter: Produktion von Investitionsgütern für den gewerblichen und öffentlichen Sektor, dazugehörige Dienstleistungen, Transport) | 2020            | Kommerzielle u. professionelle Dienstleistungen [d. h. Dienstleistungen für den gewerblichen Sektor] | 202010    | Kommerzielle Dienstleistungen u. Verbrauchsmaterialien [d. h. für den gewerblichen Sektor] | 20201060     | Bürodienstleistungen u. -bedarf                                         |
| 20     | Industrials (Industriegüter: Produktion von Investitionsgütern für den gewerblichen und öffentlichen Sektor, dazugehörige Dienstleistungen, Transport) | 2020            | Kommerzielle u. professionelle Dienstleistungen [d. h. Dienstleistungen für den gewerblichen Sektor] | 202010    | Kommerzielle Dienstleistungen u. Verbrauchsmaterialien [d. h. für den gewerblichen Sektor] | 20201070     | Diverse unterstützende Dienstleistungen                                 |
| 20     | Industrials (Industriegüter: Produktion von Investitionsgütern für den gewerblichen und öffentlichen Sektor, dazugehörige Dienstleistungen, Transport) | 2020            | Kommerzielle u. professionelle Dienstleistungen [d. h. Dienstleistungen für den gewerblichen Sektor] | 202010    | Kommerzielle Dienstleistungen u. Verbrauchsmaterialien [d. h. für den gewerblichen Sektor] | 20201080     | Sicherheitsdienste u. Alarmdienstleistungen                             |
| 20     | Industrials (Industriegüter: Produktion von Investitionsgütern für den gewerblichen und öffentlichen Sektor, dazugehörige Dienstleistungen, Transport) | 2020            | Kommerzielle u. professionelle Dienstleistungen [d. h. Dienstleistungen für den gewerblichen Sektor] | 202020    | Professionelle Dienstleistungen [Personal- u. Unternehmensberatung]                        | 20202010     | Dienstleister im Bereich Personal, Arbeitsvermittlungen                 |
| 20     | Industrials (Industriegüter: Produktion von Investitionsgütern für den gewerblichen und öffentlichen Sektor, dazugehörige Dienstleistungen, Transport) | 2020            | Kommerzielle u. professionelle Dienstleistungen [d. h. Dienstleistungen für den gewerblichen Sektor] | 202020    | Professionelle Dienstleistungen [Personal- u. Unternehmensberatung]                        | 20202020     | Forschungs- u. Beratungsdienstleistungen                                |
| 20     | Industrials (Industriegüter: Produktion von Investitionsgütern für den gewerblichen und öffentlichen Sektor, dazugehörige Dienstleistungen, Transport) | 2020            | Kommerzielle u. professionelle Dienstleistungen [d. h. Dienstleistungen für den gewerblichen Sektor] | 202020    | Professionelle Dienstleistungen [Personal- u. Unternehmensberatung]                        | 20202030     | Computerbasierte und andere externe Dienstleistungen [im Personalwesen] |
| 20     | Industrials (Industriegüter: Produktion von Investitionsgütern für den gewerblichen und öffentlichen Sektor, dazugehörige Dienstleistungen, Transport) | 2030            | Transport                                                                                            | 203010    | Luftfracht u. -logistik                                                                    | 20301010     | Luftfracht u. -logistik                                                 |
| 20     | Industrials (Industriegüter: Produktion von Investitionsgütern für den gewerblichen und öffentlichen Sektor, dazugehörige Dienstleistungen, Transport) | 2030            | Transport                                                                                            | 203020    | Passagier-Fluggesellschaften                                                               | 20302010     | Passagier-Fluggesellschaften                                            |
| 20     | Industrials (Industriegüter: Produktion von Investitionsgütern für den gewerblichen und öffentlichen Sektor, dazugehörige Dienstleistungen, Transport) | 2030            | Transport                                                                                            | 203030    | Seetransporte                                                                              | 20303010     | Seetransporte [ohne Kreuzfahrtlinien]                                   |
| 20     | Industrials (Industriegüter: Produktion von Investitionsgütern für den gewerblichen und öffentlichen Sektor, dazugehörige Dienstleistungen, Transport) | 2030            | Transport                                                                                            | 203040    | Überlandtransporte                                                                         | 20304010     | Schienentransporte                                                      |
| 20     | Industrials (Industriegüter: Produktion von Investitionsgütern für den gewerblichen und öffentlichen Sektor, dazugehörige Dienstleistungen, Transport) | 2030            | Transport                                                                                            | 203040    | Überlandtransporte                                                                         | 20304030     | Güter-Überlandtransporte                                                |
| 20     | Industrials (Industriegüter: Produktion von Investitionsgütern für den gewerblichen und öffentlichen Sektor, dazugehörige Dienstleistungen, Transport) | 2030            | Transport                                                                                            | 203040    | Überlandtransporte                                                                         | 20304040     | Passagier-Überlandtransporte                                            |
| 20     | Industrials (Industriegüter: Produktion von Investitionsgütern für den gewerblichen und öffentlichen Sektor, dazugehörige Dienstleistungen, Transport) | 2030            | Transport                                                                                            | 203050    | Transportinfrastruktur                                                                     | 20305010     | Flughafendienste                                                        |
| 20     | Industrials (Industriegüter: Produktion von Investitionsgütern für den gewerblichen und öffentlichen Sektor, dazugehörige Dienstleistungen, Transport) | 2030            | Transport                                                                                            | 203050    | Transportinfrastruktur                                                                     | 20305020     | Straßen- und Schienennetze                                              |
| 20     | Industrials (Industriegüter: Produktion von Investitionsgütern für den gewerblichen und öffentlichen Sektor, dazugehörige Dienstleistungen, Transport) | 2030            | Transport                                                                                            | 203050    | Transportinfrastruktur                                                                     | 20305030     | Seehäfen u. Dienstleistungen                                            |
| 25     | Consumer Discretionary (Nicht-Basiskonsumgüter, private Investitionsgüter, zyklische Konsumgüter)                                                      | 2510            | Kraftfahrzeuge [Pkw] und Komponenten                                                                 | 251010    | Kraftfahrzeugkomponenten                                                                   | 25101010     | Kfz-Teile u. -Ausrüstung                                                |
| 25     | Consumer Discretionary (Nicht-Basiskonsumgüter, private Investitionsgüter, zyklische Konsumgüter)                                                      | 2510            | Kraftfahrzeuge [Pkw] und Komponenten                                                                 | 251010    | Kraftfahrzeugkomponenten                                                                   | 25101020     | Reifen u. Gummi                                                         |
| 25     | Consumer Discretionary (Nicht-Basiskonsumgüter, private Investitionsgüter, zyklische Konsumgüter)                                                      | 2510            | Kraftfahrzeuge [Pkw] und Komponenten                                                                 | 251020    | Kraftfahrzeuge                                                                             | 25102010     | Hersteller von Kfz                                                      |
| 25     | Consumer Discretionary (Nicht-Basiskonsumgüter, private Investitionsgüter, zyklische Konsumgüter)                                                      | 2510            | Kraftfahrzeuge [Pkw] und Komponenten                                                                 | 251020    | Kraftfahrzeuge                                                                             | 25102020     | Motorradhersteller                                                      |
| 25     | Consumer Discretionary (Nicht-Basiskonsumgüter, private Investitionsgüter, zyklische Konsumgüter)                                                      | 2520            | Gebrauchsgüter und Bekleidung                                                                        | 252010    | Gebrauchsgüter                                                                             | 25201010     | Verbraucherelektronik                                                   |
| 25     | Consumer Discretionary (Nicht-Basiskonsumgüter, private Investitionsgüter, zyklische Konsumgüter)                                                      | 2520            | Gebrauchsgüter und Bekleidung                                                                        | 252010    | Gebrauchsgüter                                                                             | 25201020     | [Wohn-] Möbel u. Innenausstattung                                       |
| 25     | Consumer Discretionary (Nicht-Basiskonsumgüter, private Investitionsgüter, zyklische Konsumgüter)                                                      | 2520            | Gebrauchsgüter und Bekleidung                                                                        | 252010    | Gebrauchsgüter                                                                             | 25201030     | Haus- u. Wohnungsbau [Eigenheime]                                       |
| 25     | Consumer Discretionary (Nicht-Basiskonsumgüter, private Investitionsgüter, zyklische Konsumgüter)                                                      | 2520            | Gebrauchsgüter und Bekleidung                                                                        | 252010    | Gebrauchsgüter                                                                             | 25201040     | Hausgeräte                                                              |
| 25     | Consumer Discretionary (Nicht-Basiskonsumgüter, private Investitionsgüter, zyklische Konsumgüter)                                                      | 2520            | Gebrauchsgüter und Bekleidung                                                                        | 252010    | Gebrauchsgüter                                                                             | 25201050     | Haushaltswaren u. Sondergeräte [Hausrat]                                |
| 25     | Consumer Discretionary (Nicht-Basiskonsumgüter, private Investitionsgüter, zyklische Konsumgüter)                                                      | 2520            | Gebrauchsgüter und Bekleidung                                                                        | 252020    | Freizeitartikel                                                                            | 25202010     | Freizeitartikel                                                         |
| 25     | Consumer Discretionary (Nicht-Basiskonsumgüter, private Investitionsgüter, zyklische Konsumgüter)                                                      | 2520            | Gebrauchsgüter und Bekleidung                                                                        | 252030    | Textilien, Bekleidung u. Luxuswaren                                                        | 25203010     | Bekleidung, Accessoires u. Luxuswaren                                   |
| 25     | Consumer Discretionary (Nicht-Basiskonsumgüter, private Investitionsgüter, zyklische Konsumgüter)                                                      | 2520            | Gebrauchsgüter und Bekleidung                                                                        | 252030    | Textilien, Bekleidung u. Luxuswaren                                                        | 25203020     | Fußbekleidung                                                           |
| 25     | Consumer Discretionary (Nicht-Basiskonsumgüter, private Investitionsgüter, zyklische Konsumgüter)                                                      | 2520            | Gebrauchsgüter und Bekleidung                                                                        | 252030    | Textilien, Bekleidung u. Luxuswaren                                                        | 25203030     | [Sonstige] Textilien                                                    |
| 25     | Consumer Discretionary (Nicht-Basiskonsumgüter, private Investitionsgüter, zyklische Konsumgüter)                                                      | 2530            | Verbraucherdienste [Dienstleistungen f. d. privaten Sektor]                                          | 253010    | Hotels, Restaurants u. Freizeit                                                            | 25301010     | Casinos u. Glücksspiel                                                  |
| 25     | Consumer Discretionary (Nicht-Basiskonsumgüter, private Investitionsgüter, zyklische Konsumgüter)                                                      | 2530            | Verbraucherdienste [Dienstleistungen f. d. privaten Sektor]                                          | 253010    | Hotels, Restaurants u. Freizeit                                                            | 25301020     | Hotels, Urlaubsanlagen u. Kreuzfahrtlinien                              |
| 25     | Consumer Discretionary (Nicht-Basiskonsumgüter, private Investitionsgüter, zyklische Konsumgüter)                                                      | 2530            | Verbraucherdienste [Dienstleistungen f. d. privaten Sektor]                                          | 253010    | Hotels, Restaurants u. Freizeit                                                            | 25301030     | Freizeiteinrichtungen                                                   |
| 25     | Consumer Discretionary (Nicht-Basiskonsumgüter, private Investitionsgüter, zyklische Konsumgüter)                                                      | 2530            | Verbraucherdienste [Dienstleistungen f. d. privaten Sektor]                                          | 253010    | Hotels, Restaurants u. Freizeit                                                            | 25301040     | Restaurants                                                             |
| 25     | Consumer Discretionary (Nicht-Basiskonsumgüter, private Investitionsgüter, zyklische Konsumgüter)                                                      | 2530            | Verbraucherdienste [Dienstleistungen f. d. privaten Sektor]                                          | 253020    | Sonstige private Dienstleistungen                                                          | 25302010     | Bildungsdienste                                                         |
| 25     | Consumer Discretionary (Nicht-Basiskonsumgüter, private Investitionsgüter, zyklische Konsumgüter)                                                      | 2530            | Verbraucherdienste [Dienstleistungen f. d. privaten Sektor]                                          | 253020    | Sonstige private Dienstleistungen                                                          | 25302020     | [Sonstige] spezialisierte Verbraucherdienstleistungen                   |
| 25     | Consumer Discretionary (Nicht-Basiskonsumgüter, private Investitionsgüter, zyklische Konsumgüter)                                                      | 2550            | Vertrieb u. Einzelhandel für Nicht-Basiskonsumgüter                                                  | 255010    | Vertriebsunternehmen [Großhandel]                                                          | 25501010     | Vertriebsunternehmen                                                    |
| 25     | Consumer Discretionary (Nicht-Basiskonsumgüter, private Investitionsgüter, zyklische Konsumgüter)                                                      | 2550            | Vertrieb u. Einzelhandel für Nicht-Basiskonsumgüter                                                  | 255030    | breit gefächerter Einzelhandel                                                             | 25503030     | breit gefächerter Einzelhandel                                          |
| 25     | Consumer Discretionary (Nicht-Basiskonsumgüter, private Investitionsgüter, zyklische Konsumgüter)                                                      | 2550            | Vertrieb u. Einzelhandel für Nicht-Basiskonsumgüter                                                  | 255040    | Verkauf, spezialisiert                                                                     | 25504010     | Bekleidung                                                              |
| 25     | Consumer Discretionary (Nicht-Basiskonsumgüter, private Investitionsgüter, zyklische Konsumgüter)                                                      | 2550            | Vertrieb u. Einzelhandel für Nicht-Basiskonsumgüter                                                  | 255040    | Verkauf, spezialisiert                                                                     | 25504020     | Computer u. Elektronik                                                  |
| 25     | Consumer Discretionary (Nicht-Basiskonsumgüter, private Investitionsgüter, zyklische Konsumgüter)                                                      | 2550            | Vertrieb u. Einzelhandel für Nicht-Basiskonsumgüter                                                  | 255040    | Verkauf, spezialisiert                                                                     | 25504030     | Bau- u. Heimwerkerbedarf (inkl. Gartenbedarf)                           |
| 25     | Consumer Discretionary (Nicht-Basiskonsumgüter, private Investitionsgüter, zyklische Konsumgüter)                                                      | 2550            | Vertrieb u. Einzelhandel für Nicht-Basiskonsumgüter                                                  | 255040    | Verkauf, spezialisiert                                                                     | 25504040     | Sonstige Fachgeschäfte                                                  |
| 25     | Consumer Discretionary (Nicht-Basiskonsumgüter, private Investitionsgüter, zyklische Konsumgüter)                                                      | 2550            | Vertrieb u. Einzelhandel für Nicht-Basiskonsumgüter                                                  | 255040    | Verkauf, spezialisiert                                                                     | 25504050     | Einzelhandel: Automobile                                                |
| 25     | Consumer Discretionary (Nicht-Basiskonsumgüter, private Investitionsgüter, zyklische Konsumgüter)                                                      | 2550            | Vertrieb u. Einzelhandel für Nicht-Basiskonsumgüter                                                  | 255040    | Verkauf, spezialisiert                                                                     | 25504060     | Einzelhandel: Einrichtungsgegenstände                                   |
| 30     | Consumer Staples (Basiskonsumgüter) | 3010            | Vertrieb und Einzelhandel von Basiskonsumgütern                                                      | 301010    | Vertrieb und Einzelhandel von Basiskonsumgütern                                            | 30101010     | Einzelhandel: Drogerien u. Apotheken                                    |
| 30     | Consumer Staples (Basiskonsumgüter) | 3010            | Vertrieb und Einzelhandel von Basiskonsumgütern                                                      | 301010    | Vertrieb und Einzelhandel von Basiskonsumgütern                                            | 30101020     | Lebensmittelvertriebsunternehmen [Lebensmittel-Großhandel]              |
| 30     | Consumer Staples (Basiskonsumgüter) | 3010            | Vertrieb und Einzelhandel von Basiskonsumgütern                                                      | 301010    | Vertrieb und Einzelhandel von Basiskonsumgütern                                            | 30101030     | Lebensmitteleinzelhandel                                                |
| 30     | Consumer Staples (Basiskonsumgüter) | 3010            | Vertrieb und Einzelhandel von Basiskonsumgütern                                                      | 301010    | Vertrieb und Einzelhandel von Basiskonsumgütern                                            | 30101040     | [sonstiger und nicht spezialisierter] Einzelhandel                      |
| 30     | Consumer Staples (Basiskonsumgüter) | 3020            | Lebensmittel, Getränke, Tabakwaren                                                                   | 302010    | Getränke                                                                                   | 30201010     | Brauereien                                                              |
| 30     | Consumer Staples (Basiskonsumgüter) | 3020            | Lebensmittel, Getränke, Tabakwaren                                                                   | 302010    | Getränke                                                                                   | 30201020     | Brennereien u. Winzer                                                   |
| 30     | Consumer Staples (Basiskonsumgüter) | 3020            | Lebensmittel, Getränke, Tabakwaren                                                                   | 302010    | Getränke                                                                                   | 30201030     | Erfrischungsgetränke und nicht-alkoholische Getränke                    |
| 30     | Consumer Staples (Basiskonsumgüter) | 3020            | Lebensmittel, Getränke, Tabakwaren                                                                   | 302020    | Nahrungsmittel                                                                             | 30202010     | Agrarprodukte und Dienstleistungen [z. B. auch HelloFresh]              |
| 30     | Consumer Staples (Basiskonsumgüter) | 3020            | Lebensmittel, Getränke, Tabakwaren                                                                   | 302020    | Nahrungsmittel                                                                             | 30202030     | Abgepackte Produkte u. Fleisch                                          |
| 30     | Consumer Staples (Basiskonsumgüter) | 3020            | Lebensmittel, Getränke, Tabakwaren                                                                   | 302030    | Tabak                                                                                      | 30203010     | Tabak                                                                   |
| 30     | Consumer Staples (Basiskonsumgüter) | 3030            | Haushaltsartikel und Pflegeprodukte                                                                  | 303010    | Haushaltsartikel                                                                           | 30301010     | Haushaltsartikel                                                        |
| 30     | Consumer Staples (Basiskonsumgüter) | 3030            | Haushaltsartikel und Pflegeprodukte                                                                  | 303020    | Körperpflegeprodukte                                                                       | 30302010     | Körperpflegeprodukte                                                    |
| 35     | Health Care (Gesundheitswesen) | 3510            | Gesundheitswesen: Ausstattung und Dienste                                                            | 351010    | Gesundheitswesen: Ausstattung u. Produkte                                                  | 35101010     | Ausstattung                                                             |
| 35     | Health Care (Gesundheitswesen) | 3510            | Gesundheitswesen: Ausstattung und Dienste                                                            | 351010    | Gesundheitswesen: Ausstattung u. Produkte                                                  | 35101020     | Produkte                                                                |
| 35     | Health Care (Gesundheitswesen) | 3510            | Gesundheitswesen: Ausstattung und Dienste                                                            | 351020    | Gesundheitswesen: Anbieter u. Dienstleister                                                | 35102010     | Gesundheitswesen: Vertriebshandel [Großhandel]                          |
| 35     | Health Care (Gesundheitswesen) | 3510            | Gesundheitswesen: Ausstattung und Dienste                                                            | 351020    | Gesundheitswesen: Anbieter u. Dienstleister                                                | 35102015     | Gesundheitswesen: Dienstleistungen                                      |
| 35     | Health Care (Gesundheitswesen) | 3510            | Gesundheitswesen: Ausstattung und Dienste                                                            | 351020    | Gesundheitswesen: Anbieter u. Dienstleister                                                | 35102020     | Gesundheitswesen: Einrichtungen                                         |
| 35     | Health Care (Gesundheitswesen) | 3510            | Gesundheitswesen: Ausstattung und Dienste                                                            | 351020    | Gesundheitswesen: Anbieter u. Dienstleister                                                | 35102030     | Managed Health Care [HMOs]                                              |
| 35     | Health Care (Gesundheitswesen) | 3510            | Gesundheitswesen: Ausstattung und Dienste                                                            | 351030    | Gesundheitswesen: Technologie                                                              | 35103010     | Gesundheitswesen: Technologie                                           |
| 35     | Health Care (Gesundheitswesen) | 3520            | Pharmazeutik, Biotechnologie u. Lebenswissenschaften                                                 | 352010    | Biotechnologie                                                                             | 35201010     | Biotechnologie                                                          |
| 35     | Health Care (Gesundheitswesen) | 3520            | Pharmazeutik, Biotechnologie u. Lebenswissenschaften                                                 | 352020    | Pharmazeutika                                                                              | 35202010     | Pharmazeutika                                                           |
| 35     | Health Care (Gesundheitswesen) | 3520            | Pharmazeutik, Biotechnologie u. Lebenswissenschaften                                                 | 352030    | Biowissenschaften: Hilfsmittel u. Dienstleistungen                                         | 35203010     | Biowissenschaften: Hilfsmittel u. Dienstleistungen                      |
| 40     | Financials (Finanzen) | 4010            | Banken                                                                                               | 401010    | Banken                                                                                     | 40101010     | Diversifizierte [allgemeine] Banken                                     |
| 40     | Financials (Finanzen) | 4010            | Banken                                                                                               | 401010    | Banken                                                                                     | 40101015     | Regionale Banken                                                        |
| 40     | Financials (Finanzen) | 4020            | Finanzdienstleistungen                                                                               | 402010    | [Sonstige] Finanzdienstleistungen                                                          | 40201020     | [Sonstige] verschiedene Finanzdienstleister                             |
| 40     | Financials (Finanzen) | 4020            | Finanzdienstleistungen                                                                               | 402010    | [Sonstige] Finanzdienstleistungen                                                          | 40201030     | Multi-Sektor-Unternehmen [Finanzholdings]                               |
| 40     | Financials (Finanzen) | 4020            | Finanzdienstleistungen                                                                               | 402010    | [Sonstige] Finanzdienstleistungen                                                          | 40201040     | Spezialisierte Finanzdienstleistungen                                   |
| 40     | Financials (Finanzen) | 4020            | Finanzdienstleistungen                                                                               | 402010    | [Sonstige] Finanzdienstleistungen                                                          | 40201050     | Hypothekenfinanzierungen für Wohn- und Gewerbeimmobilien                |
| 40     | Financials (Finanzen) | 4020            | Finanzdienstleistungen                                                                               | 402010    | [Sonstige] Finanzdienstleistungen                                                          | 40201060     | Transaktions- und Zahlungsdienstleister [Fintechs]                      |
| 40     | Financials (Finanzen) | 4020            | Finanzdienstleistungen                                                                               | 402020    | Private [Verbraucher-] Finanzdienstleistungen                                              | 40202010     | Private Finanzdienstleistungen                                          |
| 40     | Financials (Finanzen) | 4020            | Finanzdienstleistungen                                                                               | 402030    | Kapitalmärkte                                                                              | 40203010     | Vermögensverwaltungs- u. Depotbanken                                    |
| 40     | Financials (Finanzen) | 4020            | Finanzdienstleistungen                                                                               | 402030    | Kapitalmärkte                                                                              | 40203020     | Investmentbanken u. Broker                                              |
| 40     | Financials (Finanzen) | 4020            | Finanzdienstleistungen                                                                               | 402030    | Kapitalmärkte                                                                              | 40203030     | Diversifizierte Kapitalmärkte                                           |
| 40     | Financials (Finanzen) | 4020            | Finanzdienstleistungen                                                                               | 402030    | Kapitalmärkte                                                                              | 40203040     | Börsen u. [Finanz-] Daten                                               |
| 40     | Financials (Finanzen) | 4020            | Finanzdienstleistungen                                                                               | 402040    | Hypotheken-Immobilienfonds [Hypotheken-Handel u. -Verbriefung]                             | 40204010     | Hypotheken-REITs                                                        |
| 40     | Financials (Finanzen) | 4030            | Versicherungen                                                                                       | 403010    | Versicherungen                                                                             | 40301010     | Versicherungsmakler                                                     |
| 40     | Financials (Finanzen) | 4030            | Versicherungen                                                                                       | 403010    | Versicherungen                                                                             | 40301020     | Lebens- und Krankenversicherungen                                       |
| 40     | Financials (Finanzen) | 4030            | Versicherungen                                                                                       | 403010    | Versicherungen                                                                             | 40301030     | Diversifizierte Versicherungen                                          |
| 40     | Financials (Finanzen) | 4030            | Versicherungen                                                                                       | 403010    | Versicherungen                                                                             | 40301040     | Schaden- und Unfallversicherungen                                       |
| 40     | Financials (Finanzen) | 4030            | Versicherungen                                                                                       | 403010    | Versicherungen                                                                             | 40301050     | Rückversicherungen                                                      |
| 45     | Information Technology (Informationstechnologie) | 4510            | Software u. Dienste                                                                                  | 451020    | IT-Dienste                                                                                 | 45102010     | IT-Beratung u. weitere Dienste                                          |
| 45     | Information Technology (Informationstechnologie) | 4510            | Software u. Dienste                                                                                  | 451020    | IT-Dienste                                                                                 | 45102030     | Internetdienste u. -infrastruktur                                       |
| 45     | Information Technology (Informationstechnologie) | 4510            | Software u. Dienste                                                                                  | 451030    | Software                                                                                   | 45103010     | Anwendungssoftware                                                      |
| 45     | Information Technology (Informationstechnologie) | 4510            | Software u. Dienste                                                                                  | 451030    | Software                                                                                   | 45103020     | Systemsoftware                                                          |
| 45     | Information Technology (Informationstechnologie) | 4520            | Hardware u. Ausrüstung                                                                               | 452010    | Kommunikationsgeräte                                                                       | 45201020     | Kommunikationsgeräte                                                    |
| 45     | Information Technology (Informationstechnologie) | 4520            | Hardware u. Ausrüstung                                                                               | 452020    | Hardwarekomponenten, Speicher- u. Peripheriegeräte                                         | 45202030     | Hardwarekomponenten, Speicher- u. Peripheriegeräte                      |
| 45     | Information Technology (Informationstechnologie) | 4520            | Hardware u. Ausrüstung                                                                               | 452030    | Computer-Ausrüstung, Geräte u. Bauteile                                                    | 45203010     | Computer-Ausrüstung u. Geräte                                           |
| 45     | Information Technology (Informationstechnologie) | 4520            | Hardware u. Ausrüstung                                                                               | 452030    | Computer-Ausrüstung, Geräte u. Bauteile                                                    | 45203015     | Computerkomponenten                                                     |
| 45     | Information Technology (Informationstechnologie) | 4520            | Hardware u. Ausrüstung                                                                               | 452030    | Computer-Ausrüstung, Geräte u. Bauteile                                                    | 45203020     | Dienstleistungen f. d. Computer-Fertigung                               |
| 45     | Information Technology (Informationstechnologie) | 4520            | Hardware u. Ausrüstung                                                                               | 452030    | Computer-Ausrüstung, Geräte u. Bauteile                                                    | 45203030     | Computer-Handel                                                         |
| 45     | Information Technology (Informationstechnologie) | 4530            | Halbleiter und Halbleiterausrüstung                                                                  | 453010    | Halbleiter und Halbleiterausrüstung                                                        | 45301010     | Halbleiterzulieferung u. -ausrüstung                                    |
| 45     | Information Technology (Informationstechnologie) | 4530            | Halbleiter und Halbleiterausrüstung                                                                  | 453010    | Halbleiter und Halbleiterausrüstung                                                        | 45301020     | Halbleiter                                                              |
| 50     | Communication Services (Kommunikationsdienstleistungen)                                                                                                | 5010            | Kommunikationsdienste                                                                                | 501010    | Diverse Kommunikationsdienste                                                              | 50101010     | Alternative Carrier [Hochgeschwindigkeitsnetz]                          |
| 50     | Communication Services (Kommunikationsdienstleistungen)                                                                                                | 5010            | Kommunikationsdienste                                                                                | 501010    | Diverse Kommunikationsdienste                                                              | 50101020     | Integrierte Kommunikationsdienste                                       |
| 50     | Communication Services (Kommunikationsdienstleistungen)                                                                                                | 5010            | Kommunikationsdienste                                                                                | 501020    | Mobilfunkanbieter                                                                          | 50102010     | Mobilfunkanbieter                                                       |
| 50     | Communication Services (Kommunikationsdienstleistungen)                                                                                                | 5020            | Medien u. Unterhaltung                                                                               | 502010    | Medien                                                                                     | 50201010     | Werbung                                                                 |
| 50     | Communication Services (Kommunikationsdienstleistungen)                                                                                                | 5020            | Medien u. Unterhaltung                                                                               | 502010    | Medien                                                                                     | 50201020     | [Konventionelle] Fernseh- u. Rundfunkübertragung                        |
| 50     | Communication Services (Kommunikationsdienstleistungen)                                                                                                | 5020            | Medien u. Unterhaltung                                                                               | 502010    | Medien                                                                                     | 50201030     | Kabel- u. Satellitenübertragung                                         |
| 50     | Communication Services (Kommunikationsdienstleistungen)                                                                                                | 5020            | Medien u. Unterhaltung                                                                               | 502010    | Medien                                                                                     | 50201040     | Verlagswesen                                                            |
| 50     | Communication Services (Kommunikationsdienstleistungen)                                                                                                | 5020            | Medien u. Unterhaltung                                                                               | 502020    | Entertainment                                                                              | 50202010     | Filme und Entertainment                                                 |
| 50     | Communication Services (Kommunikationsdienstleistungen)                                                                                                | 5020            | Medien u. Unterhaltung                                                                               | 502020    | Entertainment                                                                              | 50202020     | Interaktives Home-Entertainment                                         |
| 50     | Communication Services (Kommunikationsdienstleistungen)                                                                                                | 5020            | Medien u. Unterhaltung                                                                               | 502030    | Interaktive Medien u. Dienste                                                              | 50203010     | Interaktive Medien u. Dienste                                           |
| 55     | Utilities (Versorgungsunternehmen) | 5510            | Versorgungsunternehmen                                                                               | 551010    | Stromversorgungsunternehmen                                                                | 55101010     | Stromversorgungsunternehmen                                             |
| 55     | Utilities (Versorgungsunternehmen) | 5510            | Versorgungsunternehmen                                                                               | 551020    | Gasversorger                                                                               | 55102010     | Gasversorger                                                            |
| 55     | Utilities (Versorgungsunternehmen) | 5510            | Versorgungsunternehmen                                                                               | 551030    | Multi-Versorger                                                                            | 55103010     | Multi-Versorger                                                         |
| 55     | Utilities (Versorgungsunternehmen) | 5510            | Versorgungsunternehmen                                                                               | 551040    | Wasserversorger                                                                            | 55104010     | Wasserversorger                                                         |
| 55     | Utilities (Versorgungsunternehmen) | 5510            | Versorgungsunternehmen                                                                               | 551050    | Unabhängige Stromversorger [Energie-Agenturen] u. erneuerbare Energien                     | 55105010     | Energie-Agenturen                                                       |
| 55     | Utilities (Versorgungsunternehmen) | 5510            | Versorgungsunternehmen                                                                               | 551050    | Unabhängige Stromversorger [Energie-Agenturen] u. erneuerbare Energien                     | 55105020     | Erneuerbare Energien                                                    |
| 60     | Real Estate (Immobilien) | 6010            | Immobilienvermögensgesellschaften (REITs)                                                            | 601010    | Allgemeine [nicht spezialisierte] Immobiliengesellschaften                                 | 60101010     | Allgemeine Immobiliengesellschaften                                     |
| 60     | Real Estate (Immobilien) | 6010            | Immobilienvermögensgesellschaften (REITs)                                                            | 601025    | Industrie-Immobiliengesellschaften                                                         | 60102510     | Industrie-Immobiliengesellschaften                                      |
| 60     | Real Estate (Immobilien) | 6010            | Immobilienvermögensgesellschaften (REITs)                                                            | 601030    | Hotels u. Urlaubsanlagen                                                                   | 60103010     | Hotels u. Urlaubsanlagen                                                |
| 60     | Real Estate (Immobilien) | 6010            | Immobilienvermögensgesellschaften (REITs)                                                            | 601040    | Büro-Immobilien                                                                            | 60104010     | Büro-Immobilien                                                         |
| 60     | Real Estate (Immobilien) | 6010            | Immobilienvermögensgesellschaften (REITs)                                                            | 601050    | Immobilien f. d. Gesundheitswesen                                                          | 60105010     | Immobilien f. d. Gesundheitswesen                                       |
| 60     | Real Estate (Immobilien) | 6010            | Immobilienvermögensgesellschaften (REITs)                                                            | 601060    | Wohnimmobilien                                                                             | 60106010     | Einfamilien-Wohnimmobilien                                              |
| 60     | Real Estate (Immobilien) | 6010            | Immobilienvermögensgesellschaften (REITs)                                                            | 601060    | Wohnimmobilien                                                                             | 60106020     | Mehrfamilien-Wohnimmobilien                                             |
| 60     | Real Estate (Immobilien) | 6010            | Immobilienvermögensgesellschaften (REITs)                                                            | 601070    | Retail REITs [Verkauf u. Vermietung von Einzelobjekten]                                    | 60107010     | Retail REITs                                                            |
| 60     | Real Estate (Immobilien) | 6010            | Immobilienvermögensgesellschaften (REITs)                                                            | 601080    | Spezialisierte REITs                                                                       | 60108010     | Sonstige spezialisierte REITs                                           |
| 60     | Real Estate (Immobilien) | 6010            | Immobilienvermögensgesellschaften (REITs)                                                            | 601080    | Spezialisierte REITs                                                                       | 60108020     | Lagerimmobilien für Privatpersonen                                      |
| 60     | Real Estate (Immobilien) | 6010            | Immobilienvermögensgesellschaften (REITs)                                                            | 601080    | Spezialisierte REITs                                                                       | 60108030     | Fernmeldetürme                                                          |
| 60     | Real Estate (Immobilien) | 6010            | Immobilienvermögensgesellschaften (REITs)                                                            | 601080    | Spezialisierte REITs                                                                       | 60108040     | Forsten                                                                 |
| 60     | Real Estate (Immobilien) | 6010            | Immobilienvermögensgesellschaften (REITs)                                                            | 601080    | Spezialisierte REITs                                                                       | 60108050     | Datencenter                                                             |
| 60     | Real Estate (Immobilien) | 6020            | Gebäudemanagement, Immobilienentwicklung                                                             | 602010    | Gebäudemanagement, Immobilienentwicklung                                                   | 60201010     | Diverse Immobilien-Aktivitäten                                          |
| 60     | Real Estate (Immobilien) | 6020            | Gebäudemanagement, Immobilienentwicklung                                                             | 602010    | Gebäudemanagement, Immobilienentwicklung                                                   | 60201020     | Immobilienbetreiber [Gebäudemanagement]                                 |
| 60     | Real Estate (Immobilien) | 6020            | Gebäudemanagement, Immobilienentwicklung                                                             | 602010    | Gebäudemanagement, Immobilienentwicklung                                                   | 60201030     | Immobilienentwicklung                                                   |
| 60     | Real Estate (Immobilien) | 6020            | Gebäudemanagement, Immobilienentwicklung                                                             | 602010    | Gebäudemanagement, Immobilienentwicklung                                                   | 60201040     | Immobiliendienstleistungen [Makler usw.]                                |

## Revisionen
Die Gliederung wird von S&P und MSCI regelmäßig überprüft und immer wieder auf den neuesten Stand gebracht. Über die Jahre wurden manche Subindustrien, Industrien und Industriezweige hinzugefügt, gelöscht oder neu definiert. Seit 1999 gab es auch zwei Veränderungen auf dem Sektor-Level:
- 2016 wurde die Immobilienwirtschaft mit Ausnahme der Hypothekenverbriefung aus dem Finanzwesen ausgegliedert und als eigener Sektor konstituiert.[5]
- 2018 wurde der Telekommunikationssektor umbenannt zu Kommunikationsdienstleistungen; ihm wurden die Medien- und Unterhaltungsfirmen zugeschlagen, die zuvor zum Sektor Nicht-Basiskonsumgüter gehörten sowie die Interaktiven Kommunikationsdienste, die zuvor bei der Informationstechnologie angesiedelt waren.[6]
- 2023 werden auf andere Sektoren spezialisierte Technologie-Unternehmen dem entsprechenden Sektor zugeordnet, z. B. Fintecs dem Finanzsektor; einige Bezeichnungen werden präzisiert, einige Industrien und Subindustrien neu konstituiert sowie der Immobiliensektor neu geordnet. Die definitive Zuordnung der Aktiengesellschaften soll im Dezember 2022 bekannt gegeben werden.[4]